# Краснопоясничный пеночковый певун
Краснопоясни́чный пе́ночковый певу́н (лат. Leiothlypis luciae) — маленькая насекомоядная птица из семейства древесницевых.

## Описание
Краснопоясничный пеночковый певун является одним из самых мелких видов древесницевых, достигает длины 9—12 см и массы от 5,1 до 7,9 г. Самая невзрачная и бледно окрашенная птица в семействе. Голова и верхняя часть тела бледно-серые, а нижняя часть тела — беловатая. Окологлазное кольцо белого цвета. Рыжеватое надхвостье является диагностическим признаком для идентификации вида в полевых условиях. У самцов на голове маленькие коричневатые пятна. Наряду с лимонным певуном является единственным видом, гнездящимся в дуплах деревьев и скворечниках.

## Распространение
Область распространения простирается с юго-запада США вплоть до северо-запада Мексики. Численность популяции сократилась из-за гнездового паразита буроголового коровьего трупиала (Molothrus ater).